# Kazimierz Domosławski

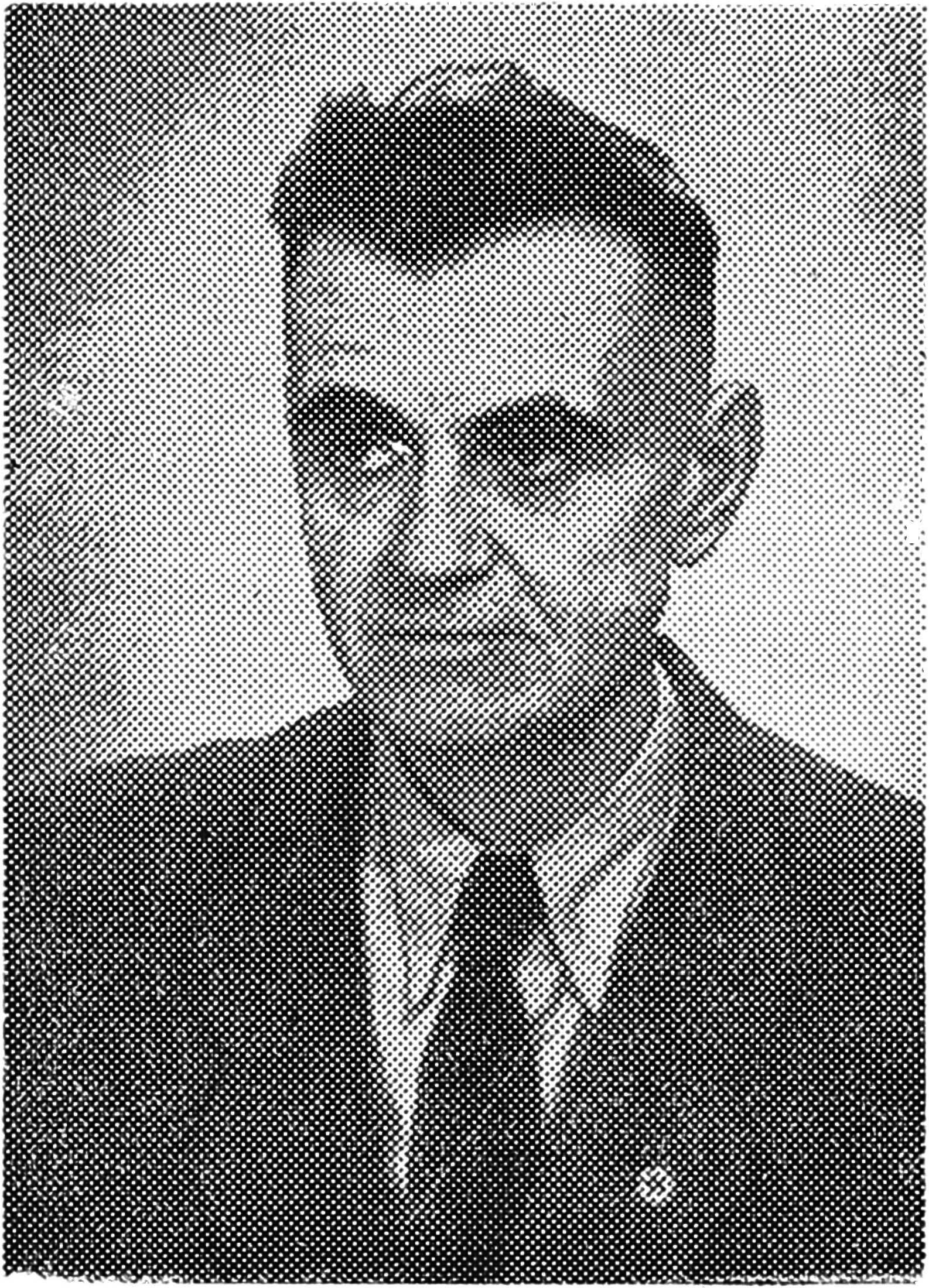
Kazimierz Domosławski

Kazimierz Domosławski ps. „Zakręt” (ur. 15 lutego 1893 w Sobieszynie, zm. 2 marca 1960 w Puławach) – działacz Polskiej Partii Socjalistycznej, organizator robotniczego sportu. W czasie wojny członek Komendy Głównej Gwardii Ludowej WRN.

## Życiorys
Do 1907 mieszkał z rodzicami we wsi Brzozowa, gdzie jego ojciec był założycielem i dyrektorem szkoły rolniczej. W 1907 wstąpił do Prywatnego Gimnazjum Wojciecha Górskiego w Warszawie, które ukończył w 1911. Pod wpływem nauczycieli gimnazjum: Jana Cynarskiego-Krzesławskiego, Norberta Barlickiego i Władysława Spasowskiego wstąpił do Związku Młodzieży Postępowo-Niepodległościowej (ZMP-N). Maturę uzyskał w VI rządowym gimnazjum męskim w Warszawie.
W 1913 wyjechał na studia politechniczne do Grazu. Tam działał w organizacji młodzieży postępowej „Filarecja”. Przystąpił również do Związku Walki Czynnej, gdzie był komendantem oddziału. Po wybuchu I wojny światowej przerwał studia i wyjechał na Wołyń, a następnie do Kijowa do brata. Pracował tam w Towarzystwie Pomocy Ofiarom Wojny, oraz działał w Organizacji Młodzieży Niepodległościowej „Korporacja”, którą kierował od 1917. W marcu 1917 roku został członkiem Polskiego Komitetu Wykonawczego na Rusi.
Pod koniec 1916 wstąpił do Polskiej Partii Socjalistycznej. Reprezentował PPS w Ukraińskiej Centralnej Radzie, a następnie pracował w Ministerstwie Spraw Narodowościowych Centralnej Rady.
W lutym 1919 wyjechał do Warszawy, gdzie uczestniczył w XVI Kongresie PPS w kwietniu 1919. We wrześniu 1919 został zmobilizowany i służył w Wojsku Polskim do lutego 1921, skąd odszedł w stopniu porucznika rezerwy, ze starszeństwem od 1 czerwca 1919, z przydziałem do 9 Pułku Artylerii Ciężkiej.
Od 1921 do 1924 pracował jako komisarz spisowy w GUS, kierując organizacją powiatową PPS w Pruszkowie oraz działając w Okręgowym Komitecie Robotniczym PPS Warszawa-Podmiejska. W 1924 podjął pracę w Państwowym Monopolu Spirytusowym. W 1927 został członkiem Rady Miejskiej w Piastowie oraz członkiem Sejmiku Powiatowego.
W 1934 zarejestrowany był w Powiatowej Komendzie Uzupełnień w Warszawie z przydziałem do 26 pułku artylerii lekkiej. Od 1928 do 1931 był członkiem Rady Naczelnej PPS. Kandydował również – bez skutku – w wyborach parlamentarnych w 1928. Od 1929 przeniósł się do Warszawy. Od 1934 działał w Związku Robotniczych Stowarzyszeń Sportowych, gdzie pełnił funkcję sekretarza generalnego. W 1937 utworzył Robotnicze Towarzystwo Turystyczne, którego został przewodniczącym. W lutym 1937 na XXIV Kongresie PPS ponownie wybrano go do składu Rady Naczelnej PPS.
W okresie okupacji był członkiem Komendy Głównej Gwardii Ludowej WRN, kierując pionem szkoleniowym. Był redaktorem pism „Gwardia Ludowa” oraz PPS-WRN „Wieś i Miasto”. Od lutego 1942 do lipca 1944 pełnił również funkcję inspektora wyszkolenia obszaru południowego Gwardii Ludowej WRN.
Po zakończeniu wojny wyjechał do Lublina i pracował w Lubelskiej Spółdzielni Spożywców. Nie należał do żadnej partii. W marcu 1945 powrócił do Warszawy, gdzie dalej pracował w PMS. Pełnił funkcję sekretarza generalnego Związku Robotniczych Stowarzyszeń Sportowych, aż do jego likwidacji w maju 1948. Po przejściu na rentę inwalidzką w 1950 przeniósł się do Puław, gdzie zmarł.

## Ordery i odznaczenia
- Srebrny Krzyż Zasługi (9 listopada 1931)[5]